# Слепјански хидросистем
Слепјански хидросистем (блр. Сляпянская водная сістэма, рус. Слепянская водная система) представља мањи део Вилејско-минског хидросистема смештеног у источним деловима града Минска у Белорусији. Цео каналски систем укупне дужине 22 km саграђен је у кориту некадашње речице Слепјанке (понегде означене и као Слепња), и грађен је као део знатно комплекснијег хидролошког пројекта којим је требало да се регулише ниво вода и водоснабдевање у Минску. Слапјански хидросистем грађен је од 1981. до 1985. године, а претходило му је пуњење језера Криница и Дрозди неколико километара северније.
Почетна тачка Слепјанског хидросистема је Цњанско језеро које се налази у северном делу града, а које је испуњено водом 1982. године. На југу канал се спаја са реком Свислач која припада басену Дњепра.
Укупна површина целог система је 122,4 хектара, запремина до 3,1 милион метара кубних воде, док се на целом систему налази укупно 13 каскада.